# Andrea Fehringer
Andrea Fehringer (* 18. Mai 1959 in Wien) ist eine österreichische Journalistin und Autorin. Sie war unter anderem Chefredakteurin des Modemagazins DIVA sowie Textchefin beim Magazin Wiener.
Fehringer lebt in Wien und ist Mutter von Zwillingen.

## Publikationen
- Brigitta Sirny-Kampusch: Verzweifelte Jahre, ein Leben ohne Natascha. Aufgezeichnet von Andrea Fehringer und Thomas Köpf, Ueberreuter, Wien 2007, ISBN 978-3-8000-7295-8.